# Оллі Йокінен
Оллі Йокінен (фін. Olli Jokinen; 5 грудня 1978, м. Куопіо, Фінляндія) — фінський хокеїст, центральний нападник. 

## Ігрова кар'єра
Вихованець хокейної школи КалПа (Куопіо). Виступав за КалПа (Куопіо), ГІФК (Гельсінкі), «Лос-Анджелес Кінгс», «Спрингфілд Фелконс» (АХЛ), «Нью-Йорк Айлендерс», «Флорида Пантерс», «Клотен», «Седертельє», «Фінікс Койотс», «Калгарі Флеймс», «Нью-Йорк Рейнджерс», «Вінніпег Джетс‎», «Нашвілл Предаторс», «Торонто Мейпл-Ліфс‎» та «Сент-Луїс Блюз».
В чемпіонатах НХЛ — 1231 матч (321+429), у турнірах Кубка Стенлі — 6 матчів (2+3). В чемпіонатах Фінляндії — 109 матчів (35+64), у плей-оф — 14 матчів (9+2). В чемпіонатах Швеції — 23 матчі (13+9). В чемпіонатах Швейцарії — 8 матчів (6+1).
У складі національної збірної Фінляндії учасник зимових Олімпійських ігор 2002, 2006 і 2010 (18 матчів, 11+4), учасник чемпіонатів світу 1997, 1998, 1999, 2000, 2002, 2003, 2004, 2005, 2006 і 2008 (82 матчі, 19+22), учасник Кубка світу 2004 (6 матчів, 2+1). У складі молодіжної збірної Фінляндії учасник чемпіонатів світу 1997 і 1998. У складі юніорської збірної Фінляндії учасник чемпіонату Європи 1996.
Брат: Вілле Йокінен.

## Досягнення
- Срібний призер зимових Олімпійських ігор (2006), бронзовий призер (2010, 2014)
- Срібний призер чемпіонату світу (1998, 1999), бронзовий призер (2000, 2006, 2008)
- Фіналіст Кубка світу (2004)
- Чемпіон Фінляндії (1998)
- Учасник матчу всіх зірок НХЛ (2003)
- Переможець молодіжного чемпіонату світу (1998).